# Eichenau
Eichenau è un comune tedesco di 11 398 abitanti, situato nel land della Baviera.